# Ольховый стланик
Ольховник камчатский, или Ольха камчатская, или Ольха стланиковая, или Ольховый стланик, или Ольхач (лат. Alnus kamtschatica) — кустарник, вид рода Душекия (Duschekia) семейства Берёзовые (Betulaceae).

## Биологическое описание
Растение представляет собой кустарник с прижатым почти вплотную к почве толстым главным стволом, от которого растут приподнимающиеся ветви, образующие густую крону высотой 1–3 метра. Кора кустарника имеет тёмно–серый цвет, чечевички более светлые.
Листья размером 5–10 сантиметров в длину и 3–7 сантиметров в ширину, черешки длиной 1–2 сантиметра. Форма овальная, коротко-остроконечная, с округлым неравнобоким или ровным основанием, по краю листья мелко острозубчатые, ровные или волнисто–выемчатые, снизу более светлые, железистые. Листья имеют по 8–9 боковых жилок с каждой стороны. У верхней границы ареала растение становится приземистым и листва его мельчает.
Почки растения остроконечные, сильно смолистые. Пыльниковые серёжки неплотные, около 5–7 сантиметров в длину, выходят из пазух верхних листьев. Пестичные серёжки собраны в кисть по 3–6 штук, на тонких, часто ветвистых ножках. Плодущие серёжки овальные, тёмно–бурые, 12 миллиметров в длину, орешки эллиптические крылатые, крылья книзу суженные.
Начинает цвести до появления листьев, пыльниковые серёжки держатся на ветвях около 15 дней и опадают уже после развёртывания листвы.
Из-за широкого распространения этого вида ольховника на Камчатке встречаются вариации фенотипа, особенно в форме листьев, которые могут быть более выемчаты, приближаясь к лат. Alnus sitchensis, Alnus sinuata, либо с более ровными краями, похожими на листья лат. Alnus Maximowiczii, однако это не мешает считать его самостоятельным видом, распространённым на северо-востоке Азии, включая Курильские острова.
Американские виды лат. Duschekia cripsa и лат. Duschekia sinuata в свою очередь слабо отграничены от лат. Duschekia fruticosa и все вместе могут рассматриваться как полиморфный вид с почти циркумбореальным ареалом.

## Распространение
Растение предпочитает горные склоны, скалы и каменные россыпи, также произрастает в подлеске берёзовых лесов, на гривах речных долин. В горах образует самостоятельный пояс «ольховников», смыкаясь в сплошные труднопроходимые заросли.  

Эндемик. Описан с Камчатки.
Образец вида находится в Санкт-Петербургском Ботаническом саду.

## Хозяйственное значение
Заросли ольховника являются убежищем для промысловых животных. Из коры и листьев кустарника получают краску для звериных шкур.